# توم وايز
توم وايز (بالإنجليزية: Tom Wise)‏ هو سياسي بريطاني، ولد في 13 مايو 1948 في بورنموث في المملكة المتحدة. حزبياً، نشط في حزب استقلال المملكة المتحدة. في انتخابات البرلمان الأوروبي 2004، انتخب عضو في البرلمان الأوروبي عن دائرة East of England (European Parliament constituency) ‏ لترشحه ضمن   قائمة حزب استقلال المملكة المتحدة، وقد انضم خلال فترته النيابية (20 يوليو 2004 – 13 يوليو 2009)  للكتلة البرلمانية غير مرتبطين.